# 北卡羅萊納州第九國會選區
北卡羅萊納州第九國會選區是美国北卡罗来纳州中南部的一個國會選區。
2013年至2019年1月3日，本選區眾議員為共和黨籍羅伯特·皮廷格。2018年美國期中選舉，在共和黨初選中擊敗皮廷格的馬克·哈里斯終以些微差距當選本選區眾議員，但因涉嫌收集並篡改未密封的空白選票，使其無法上任第116屆美國國會，該席位空缺得等待上訴結果和可能的特別選舉，後在2019年2月21日宣布選舉無效，並於2019年9月10日重選，最終由共和黨籍丹·畢曉普勝出。

## 外部連結
- Martis, Kenneth C. . New York: Macmillan Publishing Company. 1989.
- Martis, Kenneth C. . New York: Macmillan Publishing Company. 1982.
- Congressional Biographical Directory of the United States 1774–present（页面存档备份，存于）